# Лорел (Њујорк)
Лорел (енгл. Laurel) насељено је место без административног статуса у америчкој савезној држави Њујорк.

## Демографија
По попису из 2010. године број становника је 1.394, што је 206 (17,3%) становника више него 2000. године.
| Група             | 2000.         | 2010.         |
| Белци             | 1.129 (95,0%) | 1.217 (87,3%) |
| Афроамериканци    | 15 (1,3%)     | 24 (1,7%)     |
| Азијати           | 0 (0,0%)      | 6 (0,4%)      |
| Хиспаноамериканци | 28 (2,4%)     | 124 (8,9%)    |
| Укупно            | 1.188         | 1.394         |